# Pseudoficimia frontalis
Pseudoficimia frontalis is een slang uit de familie toornslangachtigen (Colubridae) en de onderfamilie Colubrinae.

## Naam en indeling
De wetenschappelijke naam van de soort werd voor het eerst voorgesteld door Edward Drinker Cope in 1864. Oorspronkelijk werd de wetenschappelijke naam Toluca frontalis gebruikt. De soort is de enige vertegenwoordiger van het monotypische geslacht Pseudoficimia.

## Verspreiding en habitat
Pseudoficimia frontalis komt voor in delen van Noord-Amerika en is endemisch in Mexico. De habitat bestaat uit droge tropische en subtropische bossen.

## Beschermingsstatus
Door de internationale natuurbeschermingsorganisatie IUCN is de beschermingsstatus 'veilig' toegewezen (Least Concern of LC).